# Хаким Олајџувон
Хаким Абдул Олајџувон (енгл. Hakeem Abdul Olajuwon; 21. јануар 1963) бивши је професионални нигеријско-амерички кошаркаш. Играо је од 1984. до 2002. године на позицији центра за Хјустон рокетсе и Торонто рапторсе у НБА лиги. Предводио је Хјустон до 2 везане титуле у НБА 1994. и 1995. године. 2008. године је примљен у кошаркашку кућу славних, а 2016. године је примљен у Фибину кућу славних. Са својих 2 метра и 13 центиметара, Олајџувон се сматра једним од најбољих кошаркаша свих времена. Током своје каријере добио је надимак "Дрим (the Dream). Закључно са септембром 2021. убедљиво води у НБА по броју блокова у каријери са 3830, и девети је по броју украдених лопти са 2162.
Рођен у Лагосу, Нигерија, Олајџувон је отпутовао из матичне земље како би играо за Универзитет у Хјустону под главним тренером Гајем Луисом. Његова каријера на колеџу за Кугаре укључивала је три одласка на фајнал фор. Олајџувон је одабран од стране Хјустона као први пик, прве рунде НБА драфта 1984. године, драфт који је обухватао Мајкла Џордана, Чарлса Барклија и Џона Стоктона. Са Ралфом Сампсоном (2,24 м) створио дуо назван "Twin Towers". Њих двојица водили су Хјустон до финала НБА лиге 1986. године, где су изгубили у шест утакмица од Бостон селтикса. Након што је 1988. године Сампсон трејдован у Голден Стејт вориорсе, Олајџувон је постао неприкосновени лидер Хјустона. Два пута је водио лигу у скоковима (1989, 1990) и три пута у блокадама (1990, 1991, 1993).
Упркос томе што је готово окончан трејд Олајџувона, због спора око уговора пре сезоне 1992–93, остао је у Хјустону где је 1993–94, постао једини играч у НБА историји који је освојио НБА МВП, одбрамбеног играча године и НБА МВП финала у истој сезони. Његови рокетси освојили су шампионате против Њујорк никса и Шакил О’Ниловог Орландо меџика. Олајџувон је 1996. био члан олимпијске репрезентације Сједињених Држава, са златном медаљом и изабран је као један од 50 најбољих играча у историји НБА лиге. Каријеру је окончао као водећи играч лиге у блоковима (3.830) и један је од четири НБА играча који је забележио квадрапл-дабл.

## Детињство
Хаким је био дете Салима и Абике, власници радничке класе у Јоруби, производња цемента, у Лагосу, Нигерија. Био је треће од осморо деце. Родитељима је заслужан што су у њега и његове сестре указали врлине напорног рада и дисциплине; "Учили су нас да будемо искрени, напорно радимо, да поштујемо старије и да верујемо у себе." Олајџувон је изразио незадовољство у детињству у Нигерији, окарактерисано као назадно."Лагос је веома космополитски град ... Постоји много етничких група. Одрастао сам у окружењу, у школама у којима је било различитих врста људи."
Током младости, Олајџувон је био фудбалски голман, што му је помогло да пружи рад ногу и спретност, да уравнотежи своју величину и снагу у кошарци, а такође је допринео и његовој способности блокирања шута. Олајџувон није играо кошарку све до 15. године, у средњој школи, када се уписао ха локални турнир, док је био на муслиманском учитељском факултету у Лагосу, Нигерија. Говорило се да га је један тренер у Нигерији једном замолио да закуца и демонстрирао док је стајао на столици. Олајџувон је потом покушао да стане на столицу. Кад га је особље преусмерило да не користи столицу, Хаким у почетку није могао да закуца.
Упркос раним борбама, Олајџувон је рекао: "Кошарка је нешто што је тако јединствено. Подигнем игру и, схватите, да је то живот за мене. Сви остали спортови постају застарели."